# Chinargues
Chinargues (en francès Chalinargues) és un antic municipi francès, situat al departament de Cantal i a la regió d'Alvèrnia-Roine-Alps. L'any 2007 tenia 435 habitants. Des del 1er de gener de 2017 va integrar el municipi nou de Neussargues en Pinatelle.

## Demografia

### Població
El 2007 la població de fet de Chalinargues era de 435 persones, el 2014 eren 421. Hi havia 180 famílies de les quals 68 eren unipersonals (48 homes vivint sols i 20 dones vivint soles), 52 parelles sense fills, 52 parelles amb fills i 8 famílies monoparentals amb fills.
La població ha evolucionat segons el següent gràfic:
Habitants censats

### Habitatges
El 2007 hi havia 299 habitatges, 184 eren l'habitatge principal de la família, 82 eren segones residències i 33 estaven desocupats. 288 eren cases i 11 eren apartaments. Dels 184 habitatges principals, 145 estaven ocupats pels seus propietaris, 31 estaven llogats i ocupats pels llogaters i 8 estaven cedits a títol gratuït; 3 tenien una cambra, 19 en tenien dues, 33 en tenien tres, 49 en tenien quatre i 80 en tenien cinc o més. 79 habitatges disposaven pel capbaix d'una plaça de pàrquing. A 75 habitatges hi havia un automòbil i a 69 n'hi havia dos o més.

### Piràmide de població
La piràmide de població per edats i sexe el 2009 era:
| Homes | Edats   | Dones |
| ----- | ------- | ----- |
| 0     | 95 o +  | 0     |
| 0     | 90 a 94 | 4     |
| 0     | 85 a 89 | 0     |
| 4     | 80 a 84 | 8     |
| 8     | 75 a 79 | 4     |
| 16    | 70 a 74 | 28    |
| 12    | 65 a 69 | 20    |
| 12    | 60 a 64 | 8     |
| 8     | 55 a 59 | 12    |
| 20    | 50 a 54 | 20    |
| 16    | 45 a 49 | 12    |
| 12    | 40 a 44 | 4     |
| 16    | 35 a 39 | 16    |
| 24    | 30 a 34 | 8     |
| 24    | 25 a 29 | 16    |
| 24    | 20 a 24 | 12    |
| 20    | 15 a 19 | 8     |
| 20    | 10 a 14 | 4     |
| 4     | 5 a 9   | 8     |
| 8     | 0 a 4   | 0     |

## Economia
El 2007 la població en edat de treballar era de 264 persones, 183 eren actives i 81 eren inactives. De les 183 persones actives 168 estaven ocupades (104 homes i 64 dones) i 15 estaven aturades (8 homes i 7 dones). De les 81 persones inactives 36 estaven jubilades, 16 estaven estudiant i 29 estaven classificades com a «altres inactius».

### Ingressos
El 2009 a Chalinargues hi havia 167 unitats fiscals que integraven 367 persones, la mediana anual d'ingressos fiscals per persona era de 11.756 €.

### Activitats econòmiques
Dels 14 establiments que hi havia el 2007, 1 era d'una empresa alimentària, 2 d'empreses de fabricació d'altres productes industrials, 2 d'empreses de construcció, 5 d'empreses de comerç i reparació d'automòbils, 1 d'una empresa de transport, 1 d'una empresa d'hostatgeria i restauració, 1 d'una empresa de serveis i 1 d'una empresa classificada com a «altres activitats de serveis».
Dels 3 establiments de servei als particulars que hi havia el 2009, 1 era una oficina de correu, 1 guixaire pintor i 1 fusteria.
L'únic establiment comercial que hi havia el 2009 era una botiga de menys de 120 m².
L'any 2000 a Chalinargues hi havia 34 explotacions agrícoles que ocupaven un total de 1.950 hectàrees.

## Equipaments sanitaris i escolars
El 2009 hi havia una escola elemental.

## Poblacions més properes
El següent diagrama mostra les poblacions més properes.